# Back to School
Back to School is een Amerikaanse komische film uit 1986, geregisseerd door Alan Metter.

## Verhaal
Thornton Melon is een rijke, ongeschoolde ondernemer. Om zijn zoon Jason te helpen, die op het punt staat te stoppen met school, schrijft hij zich in op de universiteit. Thornton vertrouwt aanvankelijk op zijn fortuin om zijn examens te halen, maar hij zal ontdekken dat onderwijs niet te koop is.

## Rolverdeling
| Acteur             | Personage          |
| ------------------ | ------------------ |
| Rodney Dangerfield | Thornton Melon     |
| Sally Kellerman    | Dr. Diane Turner   |
| Keith Gordon       | Jason Melon        |
| Burt Young         | Lou                |
| Terry Farrell      | Valerie Desmond    |
| Robert Downey jr.  | Derek Lutz         |
| Paxton Whitehead   | Dr. Phillip Barbay |
| M. Emmet Walsh     | Coach Turnbull     |
| Adrienne Barbeau   | Vanessa Melon      |
| Sam Kinison        | Professor Terguson |
| William Zabka      | Chas Osborne       |
| Ned Beatty         | Decaan Martin      |
| Robert Picardo     | Giorgio            |
| Edie McClurg       | Marge Sweetwater   |

## Productie
Harold Ramis stelde voor om het script te herschrijven. De producenten wilden oorspronkelijk dat Jim Carrey de rol van professor Terguson zou spelen, maar hij werd later afgewezen omdat hij te jong werd geacht voor de rol.

## Ontvangst
Op Rotten Tomatoes heeft Back to School een waarde van 86% en een gemiddelde score van 6,90/10, gebaseerd op 37 recensies. Op Metacritic heeft de film een gemiddelde score van 68/100, gebaseerd op 9 recensies.

## Prijzen en nominaties
| Jaar | Prijs                  | Categorie                                | Genomineerde(n)                                                       | Uitslag     |
| ---- | ---------------------- | ---------------------------------------- | --------------------------------------------------------------------- | ----------- |
| 1987 | American Comedy Awards | Grappigste acteur in een film (hoofdrol) | Rodney Dangerfield                                                    | Genomineerd |
| 1987 | BMI Film & TV Awards   | BMI Film Music Award                     | Danny Elfman                                                          | Gewonnen    |
| 1987 | MTV Video Music Awards | Beste video van een film                 | Rodney Dangerfield (gedeeld met: Rodney Dangerfield: Twist and Shout) | Genomineerd |